# Paihmaa
Paihmaa eller Pahmaslampi är en sjö i kommunen Kangasniemi i landskapet Södra Savolax. Paihmaa ligger 117,1 meter över havet. Arean är 94,2 hektar och strandlinjen är 6 kilometer lång. Sjön  ingår i Kymmene älvs huvudavrinningsområde.   I omgivningarna runt Paihmaa växer i huvudsak blandskog.
I Paihmaa finns öarna Isosaari och Pienisaari. Isosaari är 1,7 hektar med en största längd av 260 meter i nord-sydlig riktning. och Pienisaari är 0,7 hektar med längden 130 meter i nord-sydlig riktning.